# Андреас Болек
Андреас Болек (нім. Andreas Bolek; 3 травня 1894, Вайнберген — 5 травня 1945, Магдебург) — партійний діяч НСДАП, бригадефюрер СС (9 листопада 1937) і генерал-майор поліції (8 лютого 1944).

## Біографія
У 1914 року добровольцем вступив в австро-угорську армію. Учасник боїв на Італійському фронті, лейтенант. У 1919 році демобілізувався і повернувся в Лінц. З 1923 року працював в «Лінцькому електричному і трамвайному товаристві». У 1923 році вступив в австрійську нацистську партію (пізніше став членом НСДАП і отримав квиток № 50 648). Активний учасник нацистського руху в Австрії. З липня 1923 року — командир земельного командування СА «Верхня Австрія». З 11 травня 1926 року — заступник гауляйтера, з червня 1927 по 1 серпня 1934 року — гауляйтер Верхньої Австрії. З 1932 року — голова фракції НСДАП у міській раді Лінца, видавець націонал-соціалістичної газети «Народний голос» («Die Volksstimme»). Після заборони нацистської партії в Австрії був змушений переїхати до Німеччини. У 1936 році обраний членом Рейхстагу від Гессена. 9 листопада 1937 року вступив в СС (посвідчення № 289 210). 1 грудня 1937 року був призначений в адміністративне управління поліції Магдебурга, а 7 листопада 1938 року став поліцай-президентом. Протягом більш ніж 6 років очолював поліцію Магдебурга. Розстріляний радянськими військовими 5 травня 1945 року в Магдебурзі.

## Сім'я
4 листопада 1919 року одружився. В шлюбі народились 4 дочки.

## Нагороди
- Медаль за хоробрість (Австро-Угорщина)
- Військовий Хрест Карла
- Почесний хрест ветерана війни з мечами
- Земельний орден
- Почесна шпага рейхсфюрера СС
- Кільце «Мертва голова»
- Медаль «У пам'ять 13 березня 1938 року»
- Хрест Воєнних заслуг 2-го і 1-го класу з мечами і без мечів
  - 1-го класу з мечами (5 листопада 1944)
- Золотий партійний знак НСДАП
- Медаль «За вислугу років у НСДАП» в бронзі та сріблі (15 років)